# فاو دي إينسون
فاو دي إينسون (بالإنجليزية: Faux d'Enson)‏ هو أحد جبال سلسلة جورا وجزء من القمة الأم   يقع في كانتون جورا, سويسرا. يبلغ ارتفاع الجبل حوالي 927 متر، بينما يبلغ ارتفاع نتوء الجبل   متر.